# Nukazuke

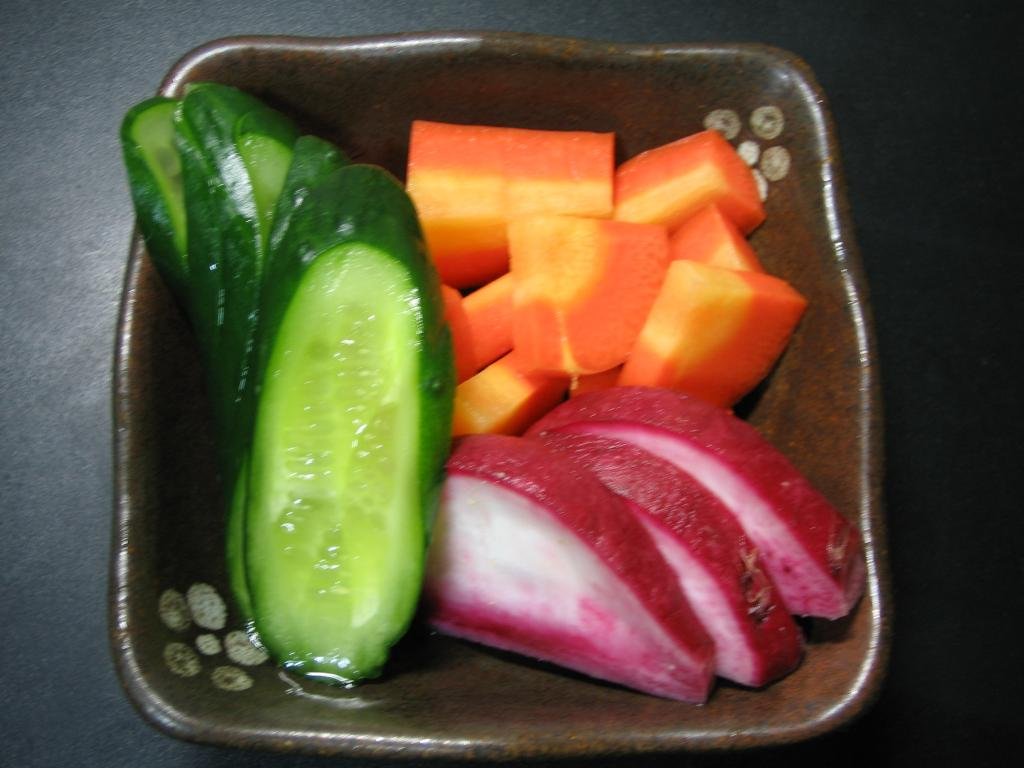
Nukazuke.

El nukazuke (糠漬け?) es un tipo de encurtido japonés que se hace fermentando verduras en salvado de arroz (nuka). Casi cualquier verdura comestible puede encurtirse con esta técnica, aunque las variedades tradicionales son la berenjena, el rábano japonés (daikon), el repollo y el pepino. El sabor del nukazuke puede variar desde agradablemente amargo a muy ácido, salado y picante. Estos encurtidos también se conservan crujientes, lo que les da más popularidad.
El nukazuke se conserva tradicionalmente en un recipiente de madera, pero también son frecuentes las vasijas de barro, de cerámica o incluso los cubos de plástico. Muchos hogares japoneses tienen sus propios recipientes nukazuke, que son fielmente agitados a mano cada día. Debido a los diferentes métodos y recetas, el sabor varía considerablemente no sólo de región a región, sino también un hogar a otro.
Los encurtidos (tsukemono) son un importante alimento básico de la cocina japonesa, y el nukazuke es una de las clases más populares. A menudo se comen al final de las comidas, y se dice que ayudan en la digestión. El lactobacilo presente en el nukazuke puede ser un suplemento beneficioso para la flora intestinal. También es rico en vitamina B1.

## Preparación
Primero se tuesta el salvado de arroz, mezclándolo luego en una olla con sal, alga kombu y agua. Algunas recetas incluyen jengibre, miso, cerveza o vino. El macerado resultante, llamado nukamiso o nukadoko, tiene una consistencia similar a la arena mojada o la sémola de maíz cocida. Cada día se añaden verduras, cáscaras de manzana o de caqui al nuka, al menos durante unos días hasta que se haya formado un cultivo de la fermentación. En este punto el nuka está «vivo», es decir, contiene un cultivo de microorganismos unicelulares activos, la mayoría de ellos lactobacilos y levaduras. Aunque el nukazuke puede hacerse desde cero, suele emplearse un poco de nuka bien sazonada de un lote anterior para «sembrar» un nuevo lote.
A menos que se use una muestra de nuka estable para sembrar un nuevo lote, las omnipresentes colonias productoras de ácido láctico crucial para el proceso de fermentación debe provenir de fuentes como la piel de las verduras de iniciales o de manos humanas.
Una vez que los cultivos se han establecido en el nuka, suele desarrollarse un complejo aroma único que puede describirse como algo entre levadura y tierra (malos olores, como agrio o apestoso, pueden señalar un problema con la nuka). En este punto, las verduras iniciales se descartan y las verduras a encurtir se sumergen en la cama desde al menos unas horas hasta varios meses, para darle un sabor más fuerte. Algunas fuentes recomiendan un periodo máximo de encurtido de un mes. Otras sugieren que los encurtidos pueden dejarse años en un nuka bien conservado.
Debido a que el proceso depende de colonias de organismos vivos, los sabores y olores pueden variar considerablemente de un día para otro, y el proceso de fermentación se ralentiza en un clima más frío.
Cuando están listos, los encurtidos nukazuke se retiran de la cama, se lavan con agua limpia fresca, se cortan en rodajas y se sirven como parte de comidas saladas.
La cama nuka debe agitarse bien diariamente para evitar que se pudra, críe moho o se infeste de parásitos. La acidez, el contenido de sal y la oxigenación proporcionada por la agitación diaria evita el crecimiento de microbios tóxicos en la cama. Siempre se recomienda que esta agitación diaria se haga con las manos limpias desnudas.
A veces se usan pesas de metal, piedras o jarras de agua para mantener la cama nuka bajo presión, sacando agua de las verduras y acelerando así la fermentación.
Se sabe que las camas nuka adquieren sabores sutiles del entorno circundante y por lo tanto no deben almacenarse en zonas húmedas.
Cantidades adicionales de salvado de arroz y sal se añaden de vez en cuando, y algunos recomiendan descartar partes de la nuka vieja para hacer sitio a la nueva. El agua suele ser proporcionada por las verdura sumergidas en la cama. Con un mantenimiento adecuado las camas nuka pueden mantenerse indefinidamente y a menudo transmitirse de generación en generación. Las camas nuka viejas son valoradas por su sabor sutil.
El takuan (daikon en vinagre) es una receta relacionada que a menudo se confunde con el nukazuke. Sin embargo, el takuan se prepara a menudo con azúcar y se deja asentar en lugar de removerse diariamente.
A menudo se añade a la cama nuka guindilla seca o ajo fresco para dar sabor, mantenerla libre de gusanos o para controlar la fermentación.
Cuando el salvado de arroz no puede encontrarse, funcionan bien en su lugar alternativas como el salvado de trigo o incluso los copos de maíz.